# محمد بن حسن أبو راسين
محمد بن حسن أبوراسين أكاديمي سعودي، ورئيس جامعة جازان من 17 مايو 2024م. عمل وكيلاً للدراسات العليا والبحث العلمي للفترة من 1438هـ إلى 1445هـ، ووكيلا للتطوير وريادة الأعمال المكلف للفترة من 1444هـ إلى 1445م في جامعة جازان.

## التعليم
حصل البكالوريوس من جامعة الملك سعود - فرع أبها - عام 1988م، ثم حصل على شهادة الماجستير في الإرشاد النفسي من جامعة هلّ في المملكة المتحدة عام 1995م، بعدها حصل على درجة الدكتوراه في علم النفس الإرشادي من جامعة هل في المملكة المتحدة في عام 1999.

## خبراته العملية
- رئيس جامعة جازان (1445/11/9 هـ إلى الآن).[5]
- رئيس جامعة جازان المكلف (18/09/1445هـ -8 /11/1445هـ).[6][7]
- وكيل جامعة جازان للدراسات العليا والبحث العلمي (10/4/1438هـ - 8/11/1445هـ).[8]
- وكيل جامعة جازان للتطوير وريادة الاعمال المكلف (12/01/1444هـ - 1445/3/30هـ).
- وكيل جامعة جازان للدراسات العليا والبحث العلمي المكلف (23/2/1438هـ -9/4/1438هـ).
- عميد كلية التربية - جامعة جازان (6/6/1430هـ - 22/2/1438هـ).
- عميد كلية المعلمين المكلف - جامعة جازان (25/7/1430هـ - 25/7/1434هـ).
- وكيل كلية التربية - جامعة الملك خالد (10/10/1428هـ - 30/5/1430هـ).
- رئيس قسم علم النفس التربوي المكلف -كلية التربية - جامعة الملك خالد (10/10/1428هـ - 2/3/1430هـ).
- رئيس قسم علم النفس التربوي - كلية التربية - جامعة الملك خالد (1/3/1421هـ - 9/10/1428هـ).
- مشرف على قسم التربية الخاصة - كلية التربية - جامعة الملك خالد (1/3/1423هـ - 2/3/1430هـ).[3][9]